# Le Triadou
Le Triadou is een gemeente in het Franse departement Hérault (regio Occitanie) en telt 358 inwoners (2005). De gemeente werd op 1 januari 2017 overgeheveld van het arrondissement Montpellier naar het arrondissement Lodève.

## Geografie
De oppervlakte van Le Triadou bedraagt 6,2 km², de bevolkingsdichtheid is 57,7 inwoners per km².

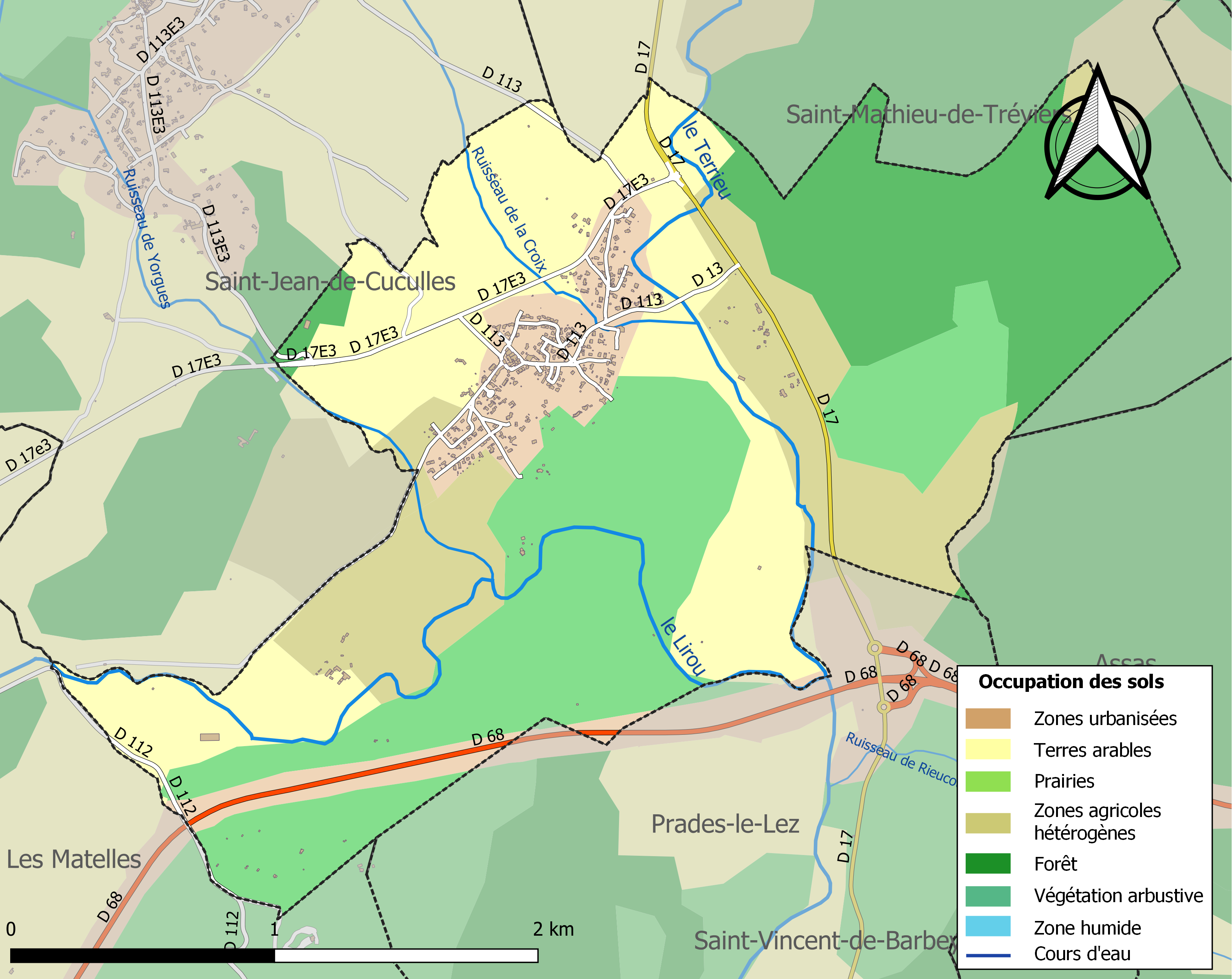
Kaart van de gemeente met de belangrijkste infrastructuur, bodemgebruik en omliggende gemeenten

## Demografie
Onderstaande figuur toont het verloop van het inwonertal (bron: INSEE-tellingen).